# Xenoplatyura
Xenoplatyura är ett släkte av tvåvingar. Xenoplatyura ingår i familjen platthornsmyggor.

## Dottertaxa tillXenoplatyura, i alfabetisk ordning[1]
- Xenoplatyura ahalaensis
- Xenoplatyura aurantina
- Xenoplatyura aurora
- Xenoplatyura autumna
- Xenoplatyura beaveri
- Xenoplatyura bifida
- Xenoplatyura brevitarsata
- Xenoplatyura chaguarama
- Xenoplatyura chandleri
- Xenoplatyura conformis
- Xenoplatyura contingens
- Xenoplatyura couturieri
- Xenoplatyura deemingi
- Xenoplatyura dhofarensis
- Xenoplatyura doddi
- Xenoplatyura familiaris
- Xenoplatyura freidbergi
- Xenoplatyura galindoi
- Xenoplatyura hopkinsi
- Xenoplatyura hutsoni
- Xenoplatyura lata
- Xenoplatyura littoralis
- Xenoplatyura lobata
- Xenoplatyura longeiuncta
- Xenoplatyura longifurcata
- Xenoplatyura lunifrons
- Xenoplatyura maculata
- Xenoplatyura malkini
- Xenoplatyura natalenis
- Xenoplatyura nicolae
- Xenoplatyura nkolbissonensis
- Xenoplatyura octosegmentata
- Xenoplatyura paradoxa
- Xenoplatyura pottsi
- Xenoplatyura rudebecki
- Xenoplatyura rufonigra
- Xenoplatyura salebrosa
- Xenoplatyura schineri
- Xenoplatyura selenea
- Xenoplatyura sichuanensis
- Xenoplatyura spangleri
- Xenoplatyura taiensis
- Xenoplatyura thibaudi
- Xenoplatyura tsacasi
- Xenoplatyura vespertina
- Xenoplatyura villiersi